# Puchar Interkontynentalny w piłce nożnej 1965
Mecze o Puchar Interkontynentalny 1965 zostały rozegrane 8 i 15 września 1965 pomiędzy Interem Mediolan, zwycięzcą Pucharu Europy Mistrzów Klubowych 1964/65 oraz Independiente, triumfatorem Copa Libertadores 1965. Inter wygrał dwumecz 3:0, wygrywając 3:0 w pierwszym meczu w Mediolanie, oraz remisując 0:0 w rewanżu w Avellanedzie.

## Szczegóły meczu

### Pierwszy mecz
| 8 września 1965 | Inter Mediolan · Peiró 3' · Mazzola 22' 59' | 3:02:0 | Independiente | San Siro, Mediolan Widzów: 75.000 Sędzia: Rudolf Kreitlein |
|                 |                                             |        |               |                                                            |

| INTER MEDIOLAN  |    |                    |
|                 |    |                    |
|                 |    |                    |
| BR              | 1  | Giuliano Sarti     |
| OB              | 2  | Tarcisio Burgnich  |
| OB              | 3  | Giacinto Facchetti |
| OB              | 4  | Gianfranco Bedin   |
| OB              | 5  | Aristide Guarneri  |
| PO              | 6  | Armando Picchi     |
| PO              | 7  | Jair da Costa      |
| PO              | 8  | Sandro Mazzola     |
| NA              | 9  | Joaquín Peiró      |
| NA              | 10 | Luis Suárez        |
| NA              | 11 | Mario Corso        |
| Trener:         |    |                    |
| Helenio Herrera |    |                    |

| INDEPENDIENTE  |    |                    |
|                |    |                    |
| BR             | 1  | Miguel Santoro     |
| OB             | 2  | Rubén Navarro      |
| OB             | 3  | Ricardo Pavoni     |
| OB             | 4  | David Acevedo      |
| OB             | 5  | Juan Carlos Guzmán |
| PO             | 6  | Roberto Ferreiro   |
| PO             | 7  | Raúl Bernao        |
| PO             | 8  | Vicente de la Mata |
| NA             | 9  | Roque Avallay      |
| NA             | 10 | Mario Rodríguez    |
| NA             | 11 | Raúl Savoy         |
| Trener:        |    |                    |
| Manuel Giudice |    |                    |

### Drugi mecz
| 15 września 1965 | Independiente | 0:0 | Inter Mediolan | Estadio Libertadores de América, Avellaneda Widzów: 80.000 Sędzia: Arturo Yamasaki |
|                  |               |     |                |                                                                                    |

| INDEPENDIENTE  |    |                    |
|                |    |                    |
| BR             | 1  | Miguel Santoro     |
| OB             | 2  | Rubén Navarro      |
| OB             | 3  | Ricardo Pavoni     |
| OB             | 4  | Tomás Barrios      |
| OB             | 5  | Juan Carlos Guzmán |
| PO             | 6  | Roberto Ferreiro   |
| PO             | 7  | Raúl Bernao        |
| PO             | 8  | Osvaldo Mura       |
| NA             | 9  | Roque Avallay      |
| NA             | 10 | Miguel Mori        |
| NA             | 11 | Raúl Savoy         |
| Trener:        |    |                    |
| Manuel Giudice |    |                    |

| INTER MEDIOLAN  |    |                    |
|                 |    |                    |
|                 |    |                    |
| BR              | 1  | Giuliano Sarti     |
| OB              | 2  | Tarcisio Burgnich  |
| OB              | 3  | Giacinto Facchetti |
| OB              | 4  | Gianfranco Bedin   |
| OB              | 5  | Aristide Guarneri  |
| PO              | 6  | Armando Picchi     |
| PO              | 7  | Jair da Costa      |
| PO              | 8  | Sandro Mazzola     |
| NA              | 9  | Joaquín Peiró      |
| NA              | 10 | Luis Suárez        |
| NA              | 11 | Mario Corso        |
| Trener:         |    |                    |
| Helenio Herrera |    |                    |

| Puchar Interkontynentalny (1965) |
| -------------------------------- |
| Włochy                           |
| Inter Mediolan Drugi Tytuł       |